# استان سن پدرو ده ماکوریس
استان سن پدرو ده ماکوریس (به لاتین: San Pedro de Macorís Province) یک استان در جمهوری دومینیکن است.
مساحت این استان ۱٬۲۵۵٫۴۶ کیلومتر مربع و جمعیت آن در سال ۲۰۱۴ میلادی ۳۹۲٬۹۱۱ نفر می‌باشد.